# Stortjärnen (Överluleå socken, Norrbotten, 731113-177103)
Stortjärnen är en sjö i Bodens kommun i Norrbotten och ingår i Luleälvens huvudavrinningsområde.